# Venus (dokumentarfilm)
|  | Denne artikel er oprettet af botten Steenthbot ud fra en ekstern database. Den kan derfor have sproglige fejl eller mangler. Denne skabelon kan fjernes efter kontrol af indholdet. |

 For alternative betydninger, se Venus. (Se også artikler, som begynder med Venus)
Venus er en dansk dokumentarfilm fra 2017 instrueret af Lea Glob og Mette Carla Albrechtsen.

## Handling
To kvindelige instruktører efterlyser kvinder til erotisk film - baseret på deres egne seksuelle oplevelser. 100 nysgerrige kvinder reagerer på annoncen og dukker op til en audition, men dagen tager en uventet drejning. Langsomt begynder kvinderne overtage de planlagte interviews med deres meget personlige fortællinger. I det umiddelbare og intime rum åbner kvinderne sig, og gennem deres ærlighed og direkte væremåde, fornemmes der et potentiale til at genskabe sproget omkring kvinders seksualitet.
Filmen, med en meget humoristisk og filosofisk tilgang, stiller flere spørgsmål end den besvarer. Kvinderne viser sårbarhed, styrke og mod. Vi oplever, hvordan de gennem historierne forsøger at finde hoved og hale i deres irrationelle seksuelle lyster i et ellers oplyst og civiliseret samfund. 'Venus' undersøger, hvordan en ny generation af yngre kvinder anno 2016 opfatter sig selv som seksuelle væsener.